# رامسون، نیوجرسی
رامسون (به انگلیسی: Rumson) شهری در ایالت نیوجرسی کشور ایالات متحده آمریکا است که جمعیت آن در سرشماری سال ۲۰۱۰ میلادی، ۷٬۱۲۲ نفر بوده‌است.

## نگارخانه

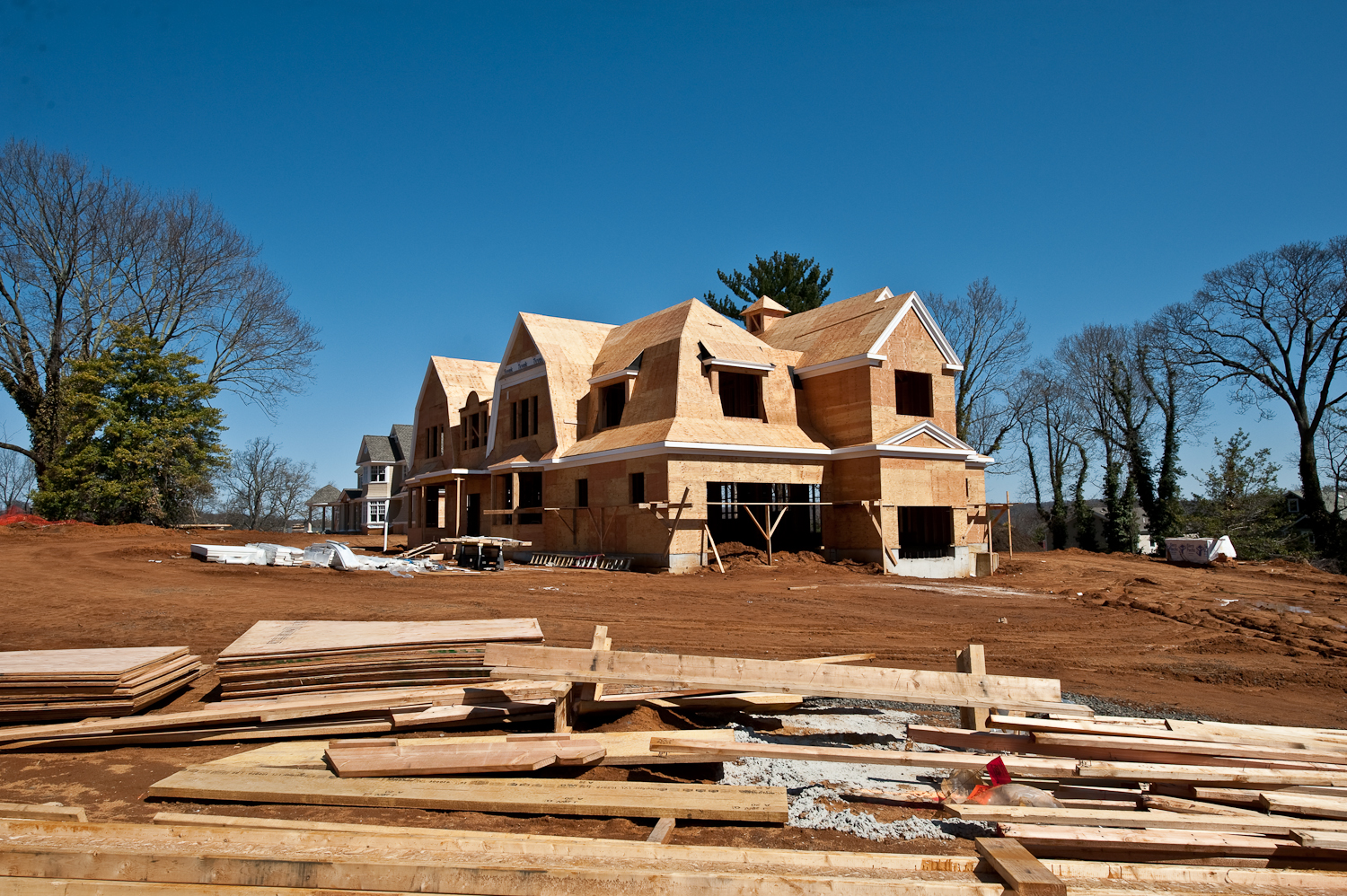
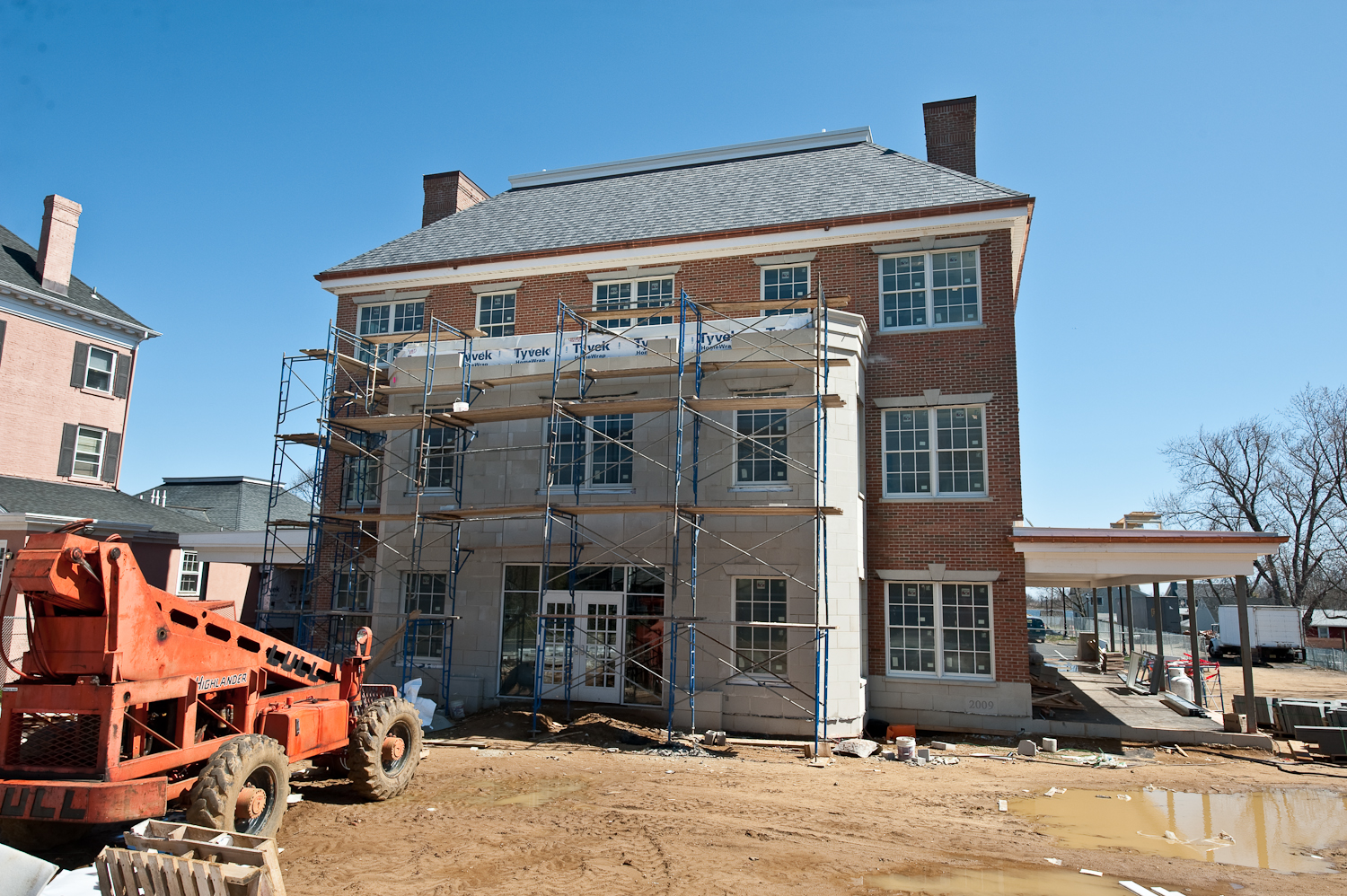
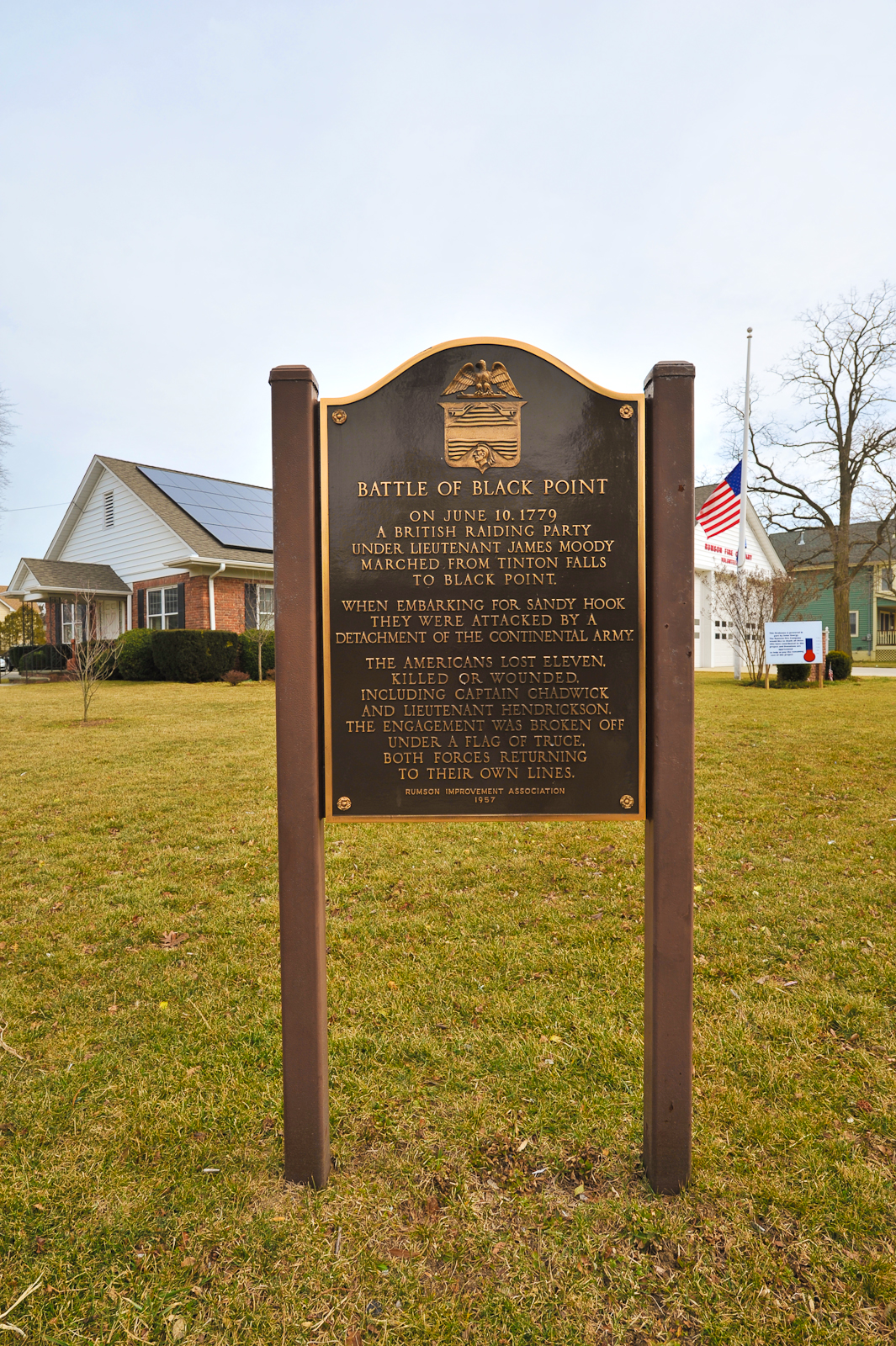
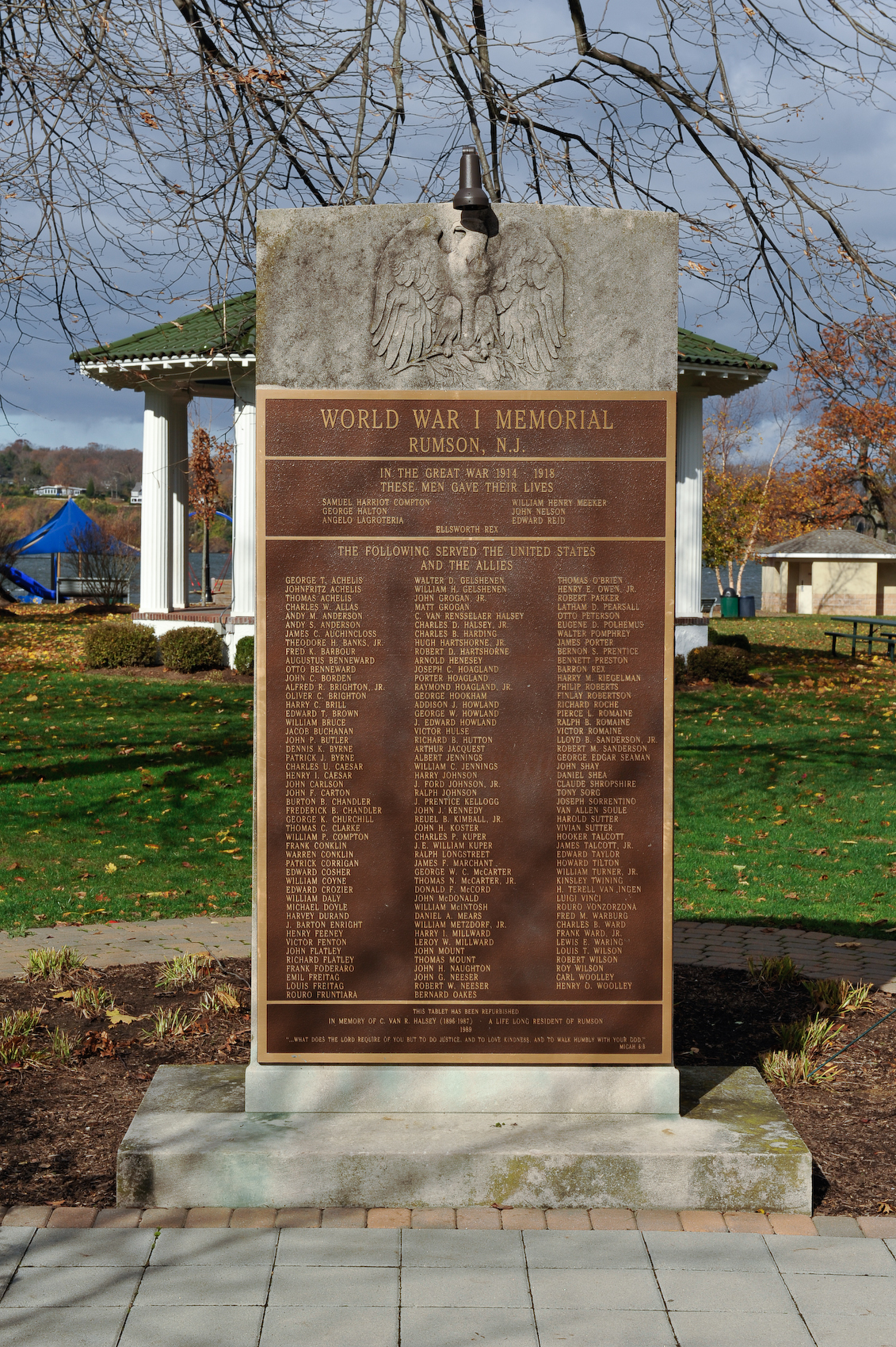
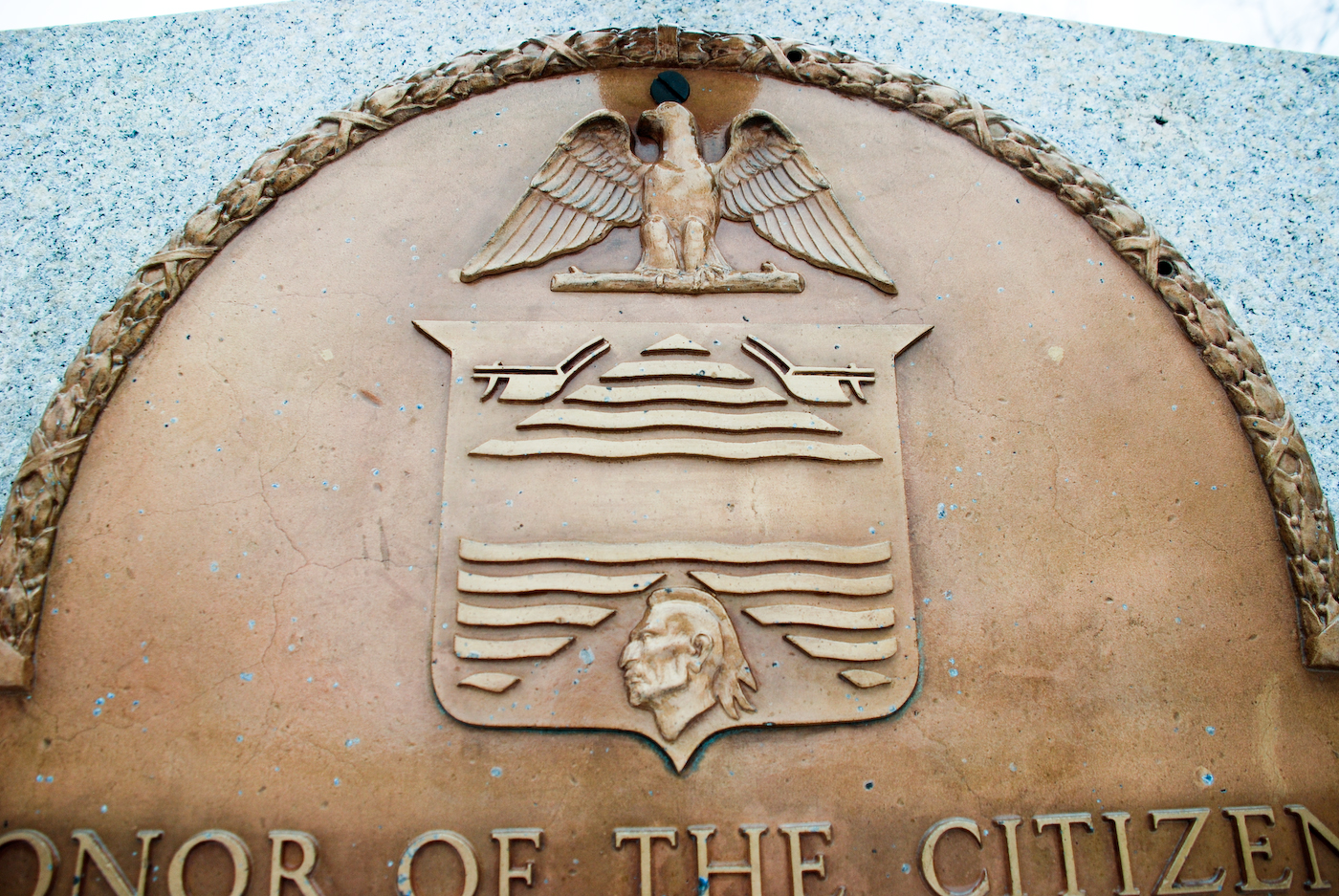